# Leonello d'Este
Leonello d'Este, född 1407, död 1450, var en italiensk monark. Han var regerande markis av Ferrara mellan 1441 och 1450. 